# 松谷綺
松谷 綺（まつたに きら、2003年6月1日 - ）は、日本の女子キックボクサー。東京都練馬区出身。ALONZA ABLAZE所属。現Krush女子アトム級王者。現K-1 WORLD GP女子アトム級王者。

## 経歴

### RISE
2019年6月2日のNJKF 2019 2ndで七瀬千鶴を相手にデビュー戦を迎え、判定3-0で勝利した。
2019年11月8日には、RISE GIRLS POWERで宮﨑小雪を相手にRISEデビューを果たし、3分3R終了の末に30–28（宮﨑）、30–29（松谷）、29–29と判定が割れて引き分けとなった。
2019年12月22日のStand up Kickboxing Vol.1で上仮屋真莉と44kgのキャッチウェイトで対戦し、判定3-0で勝利した。
2020年2月11日、RISE GIRLS POWER 2で小林愛理奈のデビュー戦の相手となり、判定1-1で引き分け。9月20日にはRISE GIRLS POWER 3で坂田実優と対戦し、判定3-0で勝利。

### K-1
2021年10月31日のKrush.130において、Krushのデビュー戦として森川侑凜と対戦し、判定3-0で勝利。2022年2月20日のKrush.134では豊嶋里美と対戦し、こちらも判定3-0で勝利。
2022年5月23日、6月25日のK-1 WORLD GP 2022 JAPANにおいてアトム級の王者を決めるグランプリに出場すると発表された。初戦で菅原美優と対戦し、判定0-2で敗れ、プロ初黒星を喫した。
2022年11月26日のKrush.143で優と対戦し、判定2-1で勝利。2023年7月17日には、DUAL Presents Krush～RING OF VENUS～でウォン・ガヨンと対戦し、判定3-0で勝利。
2023年7月17日、K-1 WORLD GP 2023で初代K-1 WORLD GP 女子アトム級王者パヤーフォン・SWタワンと対戦し、延長の末に、判定3-0で勝利。
2023年11月25日、Krush.155の第4代Krush女子アトム級王座決定戦で山田真子と対戦予定だったが、山田の負傷欠場により奥脇奈々と対戦することになった。試合は判定3-0で勝利し、王座を獲得した。
2024年7月7日、K-1 WORLD MAX 2024でチョン・ユジュンと対戦し、判定3-0で勝利。
2024年11月16日、Krush.167でガブリエル・デ・ラモスと対戦し、1R1分48秒KO勝ち。タイトルマッチとして行われる予定だったが、ラモスの体重超過によりノンタイトル戦に変更された。
2024年12月25日、菅原美優の王座返上に伴い開催されるK-1 WORLD MAX 2025の女子アトム級王座決定トーナメントに出場すると発表された。2025年2月9日、トーナメント準決勝でマーフィー・ペットモンコンディーと対戦し、判定3-0で勝利。決勝では末松晄に判定2-0で勝利し、王座を獲得。

## 戦績
| キックボクシング 戦績 | キックボクシング 戦績 | キックボクシング 戦績 | キックボクシング 戦績 | キックボクシング 戦績 | キックボクシング 戦績 | キックボクシング 戦績 |
| --------------------- | --------------------- | --------------------- | --------------------- | --------------------- | --------------------- | --------------------- |
| 16 試合               | (T)KO                 | 判定                  | その他                | 引き分け              | 無効試合              |                       |
| 13 勝                 | 1                     | 12                    | 0                     | 2                     | 0                     |                       |
| 1 敗                  | 0                     | 1                     | 0                     | 2                     | 0                     |                       |

| 勝敗 | 対戦相手                         | 試合結果              | 大会名                                                                                                 | 開催年月日     |
|      | 末松晄                           | 試合前                | K-1 WORLD MAX 2025～-70kg世界最強決定トーナメント・開幕戦～ 【K-1 WORLD GP女子アトム級タイトルマッチ】 | 2025年9月7日   |
| ○    | 末松晄                           | 3R終了 判定2-0        | K-1 WORLD MAX 2025 【K-1 WORLD GP第3代女子アトム級王座決定トーナメント 決勝戦】                        | 2025年2月9日   |
| ○    | マーフィー・ペットモンコンディー | 3R終了 判定3-0        | K-1 WORLD MAX 2025 【K-1 WORLD GP第3代女子アトム級王座決定トーナメント 準決勝】                        | 2025年2月9日   |
| ○    | ガブリエル・デ・ラモス           | 1R 1:48 KO            | Krush.167                                                                                              | 2024年11月16日 |
| ○    | チョン・ユジュン                 | 3R終了 判定3-0        | K-1 WORLD MAX 2024                                                                                     | 2024年7月7日   |
| ○    | 奥脇奈々                         | 3R終了 判定3-0        | Krush.155 【第4代Krush女子アトム級王座決定戦】                                                         | 2023年11月25日 |
| ○    | パヤーフォン・SWタワン           | 3R+延長1R終了 判定3-0 | K-1 WORLD GP 2023                                                                                      | 2023年7月17日  |
| ○    | ウォン・ガヨン                   | 3R終了 判定3-0        | DUAL Presents Krush～RING OF VENUS～                                                                   | 2023年4月8日   |
| ○    | 優                               | 3R終了 判定2-1        | Krush.143                                                                                              | 2022年11月26日 |
| ×    | 菅原美優                         | 3R終了 判定0-2        | K-1 WORLD GP 2022 JAPAN 【K-1 WORLD GP初代女子アトム級王座決定トーナメント 1回戦】                     | 2022年6月25日  |
| ○    | 豊嶋里美                         | 3R終了 判定3-0        | Krush.134                                                                                              | 2022年2月20日  |
| ○    | 森川侑凜                         | 3R終了 判定3-0        | Krush.130                                                                                              | 2021年10月31日 |
| ○    | 坂田実優                         | 3R終了 判定3-0        | RISE GIRLS POWER 3                                                                                     | 2020年9月20日  |
| △    | 小林愛理奈                       | 3R終了 判定1-1        | RISE GIRLS POWER 2                                                                                     | 2020年2月11日  |
| ○    | 上仮屋真莉                       | 3R終了 判定3-0        | Stand up Kickboxing Vol.1                                                                              | 2019年12月22日 |
| △    | 宮﨑小雪                         | 3R終了 判定1-1        | RISE GIRLS POWER                                                                                       | 2019年11月8日  |
| ○    | 七瀬千鶴                         | 3R終了 判定3-0        | NJKF 2019 2nd                                                                                          | 2019年6月2日   |

## 獲得タイトル
- 第4代Krush女子アトム級王座
- 第3代K-1 WORLD GP女子アトム級王座

## 出演

### テレビ
- KUNOICHI（2025年1月13日、TBS）[33]

### PV
- ゆうちゃみ「あなたに捧げる応援歌」（2024年10月30日）[34]